# Алвес дос Сантос, Жозе
Жозе Алвес дос Сантос, известный как Жозе Алвес, по прозвищу Заге (порт.-браз. José Alves dos Santos; 10 августа 1934, Салвадор, Бразилия — 19 января 2021, Сан-Паулу) — бразильский футболист, наиболее известен по выступлениям за «Коринтианс» и «Америка Мехико».

## Биография
Прозвище Заге ему дала его тетя, так как в детстве он любил бегать зигзагами по пляжам Салвадора.
Он перешёл в «Коринтианс» в 1956 году из «Ботафого Салвадор». В «тимау» он дебютировал в матче Лиги Паулиста против «Сантоса», в котором оформил дубль и помог команде победить со счётом 4:0. Заге забил 127 голов в 242 играх за «Коринтианс».
Заге перешёл в «Америку» в первые годы после того, как клуб приобрёл бизнесмен Эмилио Аскаррага Мильмо. Аскаррага, владелец мексиканской телекомпании Televisa, перед сезоном 1961/62 приобрёл Заге и ещё одного бразильца Франсиско Моасира.
Заге играл на позиции нападающего, он редко покидал штрафную площадку соперника, вместо этого он предпочитал, чтобы ему отдавали пасы другие игроки, а он мог забивать с удобного расстояния. СМИ и фанаты называли его «Одиноким волком».
Алвес забил 102 гола за «Америку», из которых 86 — в чемпионате. Он также стал лучшим бомбардиром сезона 1965/66, в котором забил 20 голов.
Сын Заге, Луис Роберто Алвес, также стал футболистом и также носил прозвище Заге или Загиньо. Большую часть карьеры провёл в «Америке», выступал за сборную Мексики, так как родился в Мехико.
Жозе Алвес умер 19 января 2021 года в возрасте 86 лет.